# 尤里乌斯·宾德
尤里乌斯·宾德（英語：Julius Binder，1870年5月12日—1939年8月28日）出生于维尔茨堡，死于哥廷根。德国新黑格尔主义法律哲学家和法学家，在哥廷根大学担任教授。
他主要被称为法律实证主义的反对者，并且在20世纪30年代在德国纳粹时期一直是活跃的学者，他并没有反对当时盛行的政府。

## 经历
在维尔兹堡学习法律（1894年）并取得特许任教资格（1898年）后，他先后成为罗斯托克（1900年），埃朗根（1903年），维尔茨堡（1913年）和哥廷根（1919年）教授。他创立了“国际黑格尔联邦”并成为哥廷根科学院的成员。
在他早些时候的作品中引用了康德的权利概念后（如1915年的“法律概念（Legal concept）和法律理念（idea of law）”），后来他强烈的批评新康德主义法律哲学，特别是鲁道夫·施塔姆勒的法哲学。自二十世纪二十年代以来，尤里乌斯·宾德 - 后来与卡尔·拉伦茨（Karl Larenz），格哈德·杜尔基特（Gerhard Dulckeit）和瓦尔特·舍恩费尔德（Walther Schönfeld）一起，他在所谓的“客观唯心主义”体系中运用了新黑格尔式的法理学方法。宾德是德国法律哲学家和民法支持者卡尔·拉伦茨的学术导师。他拒绝法律实证主义。
此外，宾德以及法律哲学家恩斯特福斯托夫（Ernst Forsthoff），卡尔·施密特，卡尔·拉伦茨等人并没有批评纳粹法律体系。
自1890年以来，他是巴伐利亚维尔茨堡军团的成员。

## 观点
宾德初信新康德主义，后奉新黑格尔主义法学，把黑格尔的“理性国家”与民族主义、国家至上、元首至上论混为一体，实际上为“第三帝国”和纳粹统治的合法化作了理论的支持。
宾德的学生，时任哥廷根私人讲师（Privatdozent）的卡尔·拉伦兹在法哲学和民法理论上均坚持和新黑格尔主义实证主义，进一步发展了宾德的学说。

## 著作
宾德著述丰富，大部头著作有30余种。
代表作有：
- 《法律概念与法律理念》(Rechtsbegriff und Rechtsidee, 1915)
- 《法律哲学》(Philosophie der Rechts, 1925）
- 《作为国家生活原则的正义》（Die Gerechtigkeit als Lebensprinzip des Staates，1926）
- 《法律规范的受范者及其责任》（Der Adressat der Rechtsnorm und seine Verpflichtung，1927）
- 《法哲学基础》（Grundlegung zur Rechtsphilosophie，1935）
- 《法哲学体系》（System der Rechtsphilosophie，1937）